# Tremors (franchise)
Tremors è una serie di film horror fantascientifici che ha come protagonisti i Graboid, immaginarie creature mostruose preistoriche che vivono nel sottosuolo. Il franchise è composto da sette film e una serie televisiva.

## Film

### Tremors(1990)
Tremors è un film del 1990 diretto da Ron Underwood, scritto da Brent Maddock, S. S. Wilson e Underwood, ed interpretato da Kevin Bacon, Fred Ward, Finn Carter, Michael Gross e Reba McEntire. Venne distribuito nei cinema dagli Universal Studios.

### Tremors 2: Aftershocks(1996)
Tremors 2: Aftershocks si tratta del primo sequel del film Tremors con protagonista Earl Bassett. È stato diretto da S. S. Wilson ed interpretato da Fred Ward, Christopher Gartin, Michael Gross ed Helen Shaver. Introduce una nuova creatura graboid chiamata Shrieker.

### Tremors 3 - Ritorno a Perfection(2001)
Tremors 3 - Ritorno a Perfection è un film del 2001 uscito direttamente in home video. Si tratta del terzo film della serie. È stato diretto da Brent Maddock ed interpretato da Michael Gross. Introduce una nuova creatura graboid chiamata Ass-Blaster.

### Tremors 4 - Agli inizi della leggenda(2004)
Tremors 4 - Agli inizi della leggenda è un film del 2004 uscito direttamente in home video. Si tratta del quarto film della serie, ed è il prequel del primo film.

### Tremors 5: Bloodlines(2015)
Tremors 5: Bloodlines segna il ritorno di Michael Gross nel ruolo di Burt Gummer dopo undici anni. Il film è uscito direttamente in home video il 6 ottobre 2015. Esso è basato su una sceneggiatura scritta da Brent Maddock e S. S. Wilson nel 2004.

### Tremors: A Cold Day in Hell(2018)
Il 20 settembre 2016 Michael Gross ha annunciato sul suo profilo Facebook che un sesto film della serie era in lavorazione. Le riprese del film sono iniziate a fine gennaio 2017. Il film è uscito direttamente in DVD e Blu-Ray il 1º maggio 2018.

### Tremors: Shrieker Island(2020)
Le voci riguardo ad un settimo capitolo cominciarono a circolare dopo l'uscita del sesto capitolo. Michael Gross nel novembre 2019  conferma il titolo e l'uscita del settimo capitolo previsto per il 2020. La pellicola è uscita negli Stati Uniti d'America ad ottobre 2020, direttamente in DVD e Blu-Ray.

## Serie televisive

### Tremors - La serie(2003)
Tremors - La serie è una serie televisiva spin-off della serie di film Tremors. È stata trasmessa nel 2003 dall'emittente televisiva Sci-Fi Channel. Venne cancellata a causa dei bassi ascolti dopo soli 13 episodi.

## Serie televisive annullate

### Tremors: The Lost Monsters
Durante la produzione di Tremors 2: Aftershocks, la Universal e la Stampede Entertainment misero in fase di sviluppo una serie televisiva basata sul film "Tremors". Secondo quanto dichiarato dalla Stampede Entertainment la serie avrebbe visto Val e Earl contattati da lettori di tabloid e credenti negli UFO per combattere altre creature poco conosciute. Tuttavia alla fine la serie non venne realizzata.

### Serie televisiva senza nome
Il 28 novembre 2015 la Universal Television e la Blumhouse Productions hanno annunciato lo sviluppo di una nuova serie televisiva di Tremors con Kevin Bacon che avrebbe ripreso il ruolo di Valentine McKee che aveva interpretato nel primo film della serie. Nel settembre 2016 è stata annunciata la serie su Amazon. Il progetto è stato poi abbandonato.

## Videogiochi

### Tremors: The Game(annullato)
Un videogioco basato sul franchise Tremors venne annunciato nell'agosto 2002 dalla Rock Solid Studios AB. Tuttavia il gioco venne annullato prima di essere terminato.

### Dirt Dragons(2004)
Dirt Dragons è un videogioco per browser basato sul film del 2004 Tremors 4 - Agli inizi della leggenda.

## Cast
| Personaggio         | Film               | Film                                | Film                                    | Film                                         | Film                         | Televisione              |
| Personaggio         | Tremors (1990)     | Tremors 2: Aftershocks (1996)       | Tremors 3 - Ritorno a Perfection (2001) | Tremors 4 - Agli inizi della leggenda (2004) | Tremors 5: Bloodlines (2015) | Tremors: La serie (2003) |
| ------------------- | ------------------ | ----------------------------------- | --------------------------------------- | -------------------------------------------- | ---------------------------- | ------------------------ |
| Burt Gummer         | Michael Gross      | Michael Gross                       | Michael Gross                           |                                              | Michael Gross                | Michael Gross            |
| Hiram Gummer        |                    |                                     |                                         | Michael Gross                                |                              |                          |
| Earl Basset         | Fred Ward          | Fred Ward                           | Menzionato                              |                                              |                              |                          |
| Valentine McKee     | Kevin Bacon        | Menzionato e mostrato in fotografie |                                         |                                              |                              |                          |
| Rhonda LeBeck       | Finn Carter        | Menzionato                          | Menzionato                              |                                              |                              |                          |
| Nancy Sterngood     | Charlotte Stewart  |                                     | Charlotte Stewart                       |                                              |                              | Marcia Strassman         |
| Mindy Sterngood     | Ariana Richards    |                                     | Ariana Richards                         |                                              |                              | Tinsley Grimes           |
| Melvin Plugg        | Robert Jayne       |                                     | Robert Jayne                            |                                              |                              | Robert Jayne             |
| Miguel              | Tony Genaro        |                                     | Tony Genaro                             |                                              |                              |                          |
| Heather Gummer      | Reba McEntire      | Menzionato                          |                                         |                                              | Menzionato                   | Menzionato               |
| Walter Chang        | Victor Wong        | Menzionato                          |                                         |                                              |                              |                          |
| Nestor Cunningham   | Richard Marcus     |                                     | Menzionato                              |                                              |                              |                          |
| Old Fred            | Michael Dan Wagner |                                     | Menzionato                              |                                              |                              |                          |
| Edgar Deems         | Sunshine Parker    |                                     |                                         |                                              |                              |                          |
| Jim Wallace         | Conrad Bachmann    |                                     |                                         |                                              |                              |                          |
| Megan Wallace       | Bibi Besch         |                                     |                                         |                                              |                              |                          |
| Howard              | John Goodwin       |                                     |                                         |                                              |                              |                          |
| Carmine             | John Pappas        |                                     |                                         |                                              |                              |                          |
| Grady Hoover        |                    | Christopher Gartin                  | Menzionato                              |                                              |                              |                          |
| Dr. Kate Riley      |                    | Helen Shaver                        |                                         |                                              |                              |                          |
| Julio               |                    | Marco A. Hernandez                  |                                         |                                              |                              |                          |
| Señor Carlos Ortega |                    | Marcelo Tubert                      |                                         |                                              |                              |                          |
| Pedro               |                    | José Ramón Rosario                  |                                         |                                              |                              |                          |
| Jack Sawyer         |                    |                                     | Shawn Christian                         |                                              |                              |                          |
| Jodi Chang          |                    |                                     | Susan Chuang                            |                                              |                              | Lela Lee                 |
| Buford              |                    |                                     | Billy Rieck                             |                                              |                              |                          |
| Dr. Andrew Merliss  |                    |                                     | Barry Livingston                        |                                              |                              |                          |
| Agent Charlie Rusk  |                    |                                     | John Pappas                             |                                              |                              |                          |
| Agent Frank Statler |                    |                                     | Tom Everett                             |                                              |                              |                          |
| Juan Pedilla        |                    |                                     |                                         | Brent Roam                                   |                              |                          |
| Pyong Chang         |                    |                                     |                                         | Lo Ming                                      |                              |                          |
| Lu Wan Chang        |                    |                                     |                                         | Lydia Look                                   |                              |                          |
| Fu Yien Chang       |                    |                                     |                                         | Sam Ly                                       |                              |                          |
| Christine Lord      |                    |                                     |                                         | Sara Botsford                                |                              |                          |
| Black Hand Kelly    |                    |                                     |                                         | Billy Drago                                  |                              |                          |
| Tecopa              |                    |                                     |                                         | August Schellenberg                          |                              |                          |
| Brick Walters       |                    |                                     |                                         | Matthew Seth Wilson                          |                              |                          |
| Stony Walters       |                    |                                     |                                         | Dan Lemieux                                  |                              |                          |
| Big Horse Johnson   |                    |                                     |                                         | John Dixon                                   |                              |                          |
| Soggy               |                    |                                     |                                         | Don Ruffin                                   |                              |                          |
| Travis Welker       |                    |                                     |                                         |                                              | Jamie Kennedy                |                          |
| Lucia               |                    |                                     |                                         |                                              | Natalie Becker               |                          |
| Basson              |                    |                                     |                                         |                                              | Lawrence Joffe               |                          |
| Ndebele Chieftain   |                    |                                     |                                         |                                              | Ernest Ndhlovu               |                          |
| Dr. Michael Swan    |                    |                                     |                                         |                                              | Emmanuel Castis              |                          |
| Riley               |                    |                                     |                                         |                                              | Zak Hendrikz                 |                          |
| Tyler Reed          |                    |                                     |                                         |                                              |                              | Victor Browne            |
| Rosalita Sanchez    |                    |                                     |                                         |                                              |                              | Gladys Jimenez           |
| W.D. Twitchell      |                    |                                     |                                         |                                              |                              | Dean Norris              |
| Larry Norvel        |                    |                                     |                                         |                                              |                              | J.D. Walsh               |
| Cletus Poffenberger |                    |                                     |                                         |                                              |                              | Christopher Lloyd        |
| Harlowe Winnemucca  |                    |                                     |                                         |                                              |                              | Branscombe Richmond      |
| Dr. Casey Matthews  |                    |                                     |                                         |                                              |                              | Sarah Rafferty           |
| Roger Garrett       |                    |                                     |                                         |                                              |                              | Richard Biggs            |
| Frank               |                    |                                     |                                         |                                              |                              | Nicholas Turturro        |